# 田村松魚
田村 松魚（たむら しょうぎょ、1874年2月4日 - 1948年3月6日）は、日本の作家。
高知県出身。本名は昌新（まさとし）。幸田露伴に師事。
明治36年（1903年）から明治42年（1909年）まで米国に留学。
帰国後、同門の佐藤俊子（田村俊子）と結婚するも、のち離婚。
米国留学中、田山花袋の「蒲団」が発表されると、二階から友人が笑いながら転げ降りてきて「おい、田山がこんなバカなものを書いたぞ」と言った、と書いている。

## 著書
- 狩猟と養鶏 田村昌新 博文館 1900.11 (日用百科全書)
- 三保物語 幸田露伴、田村松魚 青木嵩山堂 1901.1
- もつれ糸 「風流微塵蔵」の後編 幸田露伴共著 青木嵩山堂 1902.2
- 若旦那 青木嵩山堂 1902.4
- 三湖楼 田村松魚(昌新) 春陽堂 1902.11
- 北米の花 博文館 1909.9
- 北米世俗観 博文館 1909.12
- 脚本家 嵩山堂 1910.11
- 小仏像 十一組出版部 1942
- 初期在北米日本人の記録 北米編 第65冊 北米の花 文生書院 2007.10